# Chiesa di Santa Maria delle Grazie (Pozzomaggiore)
La chiesa campestre di Santa Maria delle Grazie (Santa Maria de sas Grascias in sardo logudorese) a Pozzomaggiore è situata a poca distanza dal centro abitato al lato nord ovest.
La chiesa è dedicata alla Madonna delle Grazie la cui festa viene celebrata ogni anno il giorno 8 settembre.

## Storia e descrizione
La chiesa di Santa Maria delle Grazie è caratterizzata da alcuni elementi in stile gotico aragonese
La presenza di decorazioni rinascimentali la rende databile al secolo XVI, ma l'epoca della sua edificazione è quasi sicuramente successiva a quella della chiesa di Sant'Anna ad Alghero e della chiesa della Madonna della Speranza di Poglina.
La tradizione ci fornisce un indizio sulla sua età indicando altre sette chiese mariane coeve: "Nostra Segnora teniat sette sorres", tra cui, la chiesa di Santa Maria del Mare a Bosa, la Vergine del Rimedio di Oristano, la Madonna di Bonuighinu a Mara ed altre. Per gli anni 1616-1626 la chiesa viene citata nei libri parrocchiali come Santa Maria de Montigui (de Montiyu, de Montigiu, de Montiguyu de sa presente). Nel 1780 viene citata come Vergine delle Grazie. Nel 1980 è stata restaurata e completamente rifatta all'esterno. La facciata a capanna è semplice e priva di decorazioni. Un portale in stile gotico è presente sul lato nord (sempre databile al XVI secolo). La navata è rettangolare, divisa in tre campate da archi trasversali a sesto acuto, su cui era impostata la copertura in legname, poi sostituita da una soletta in cemento. Presenta un presbiterio quadrato e più piccolo della navata e separato da un arco trionfale a sesto ribassato. Conserva un altare in legno e una statua lignea policroma della vergine.

## Galleria d'immagini

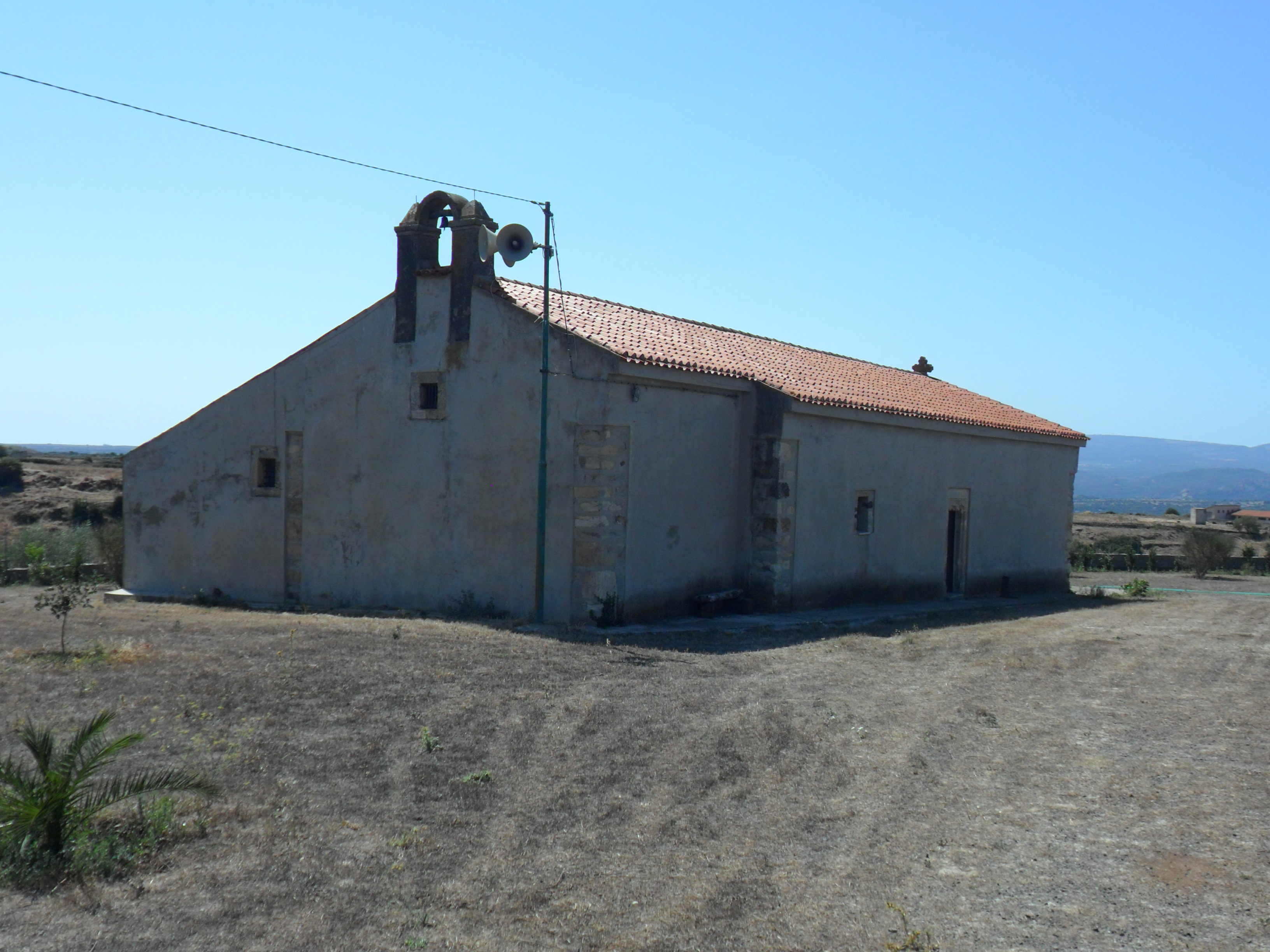
Il retro della chiesa.
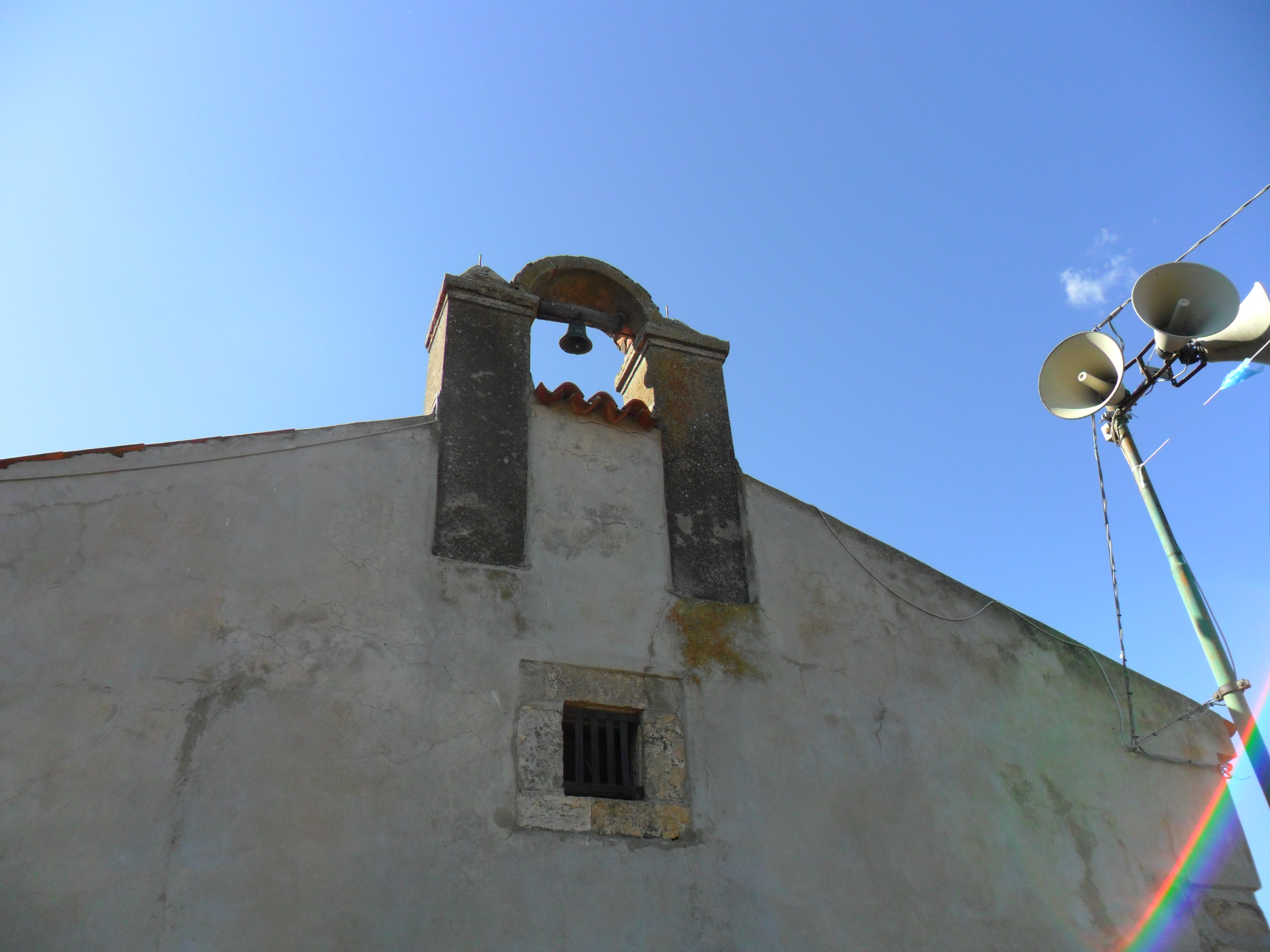
Il piccolo campanile sul retro della chiesa.
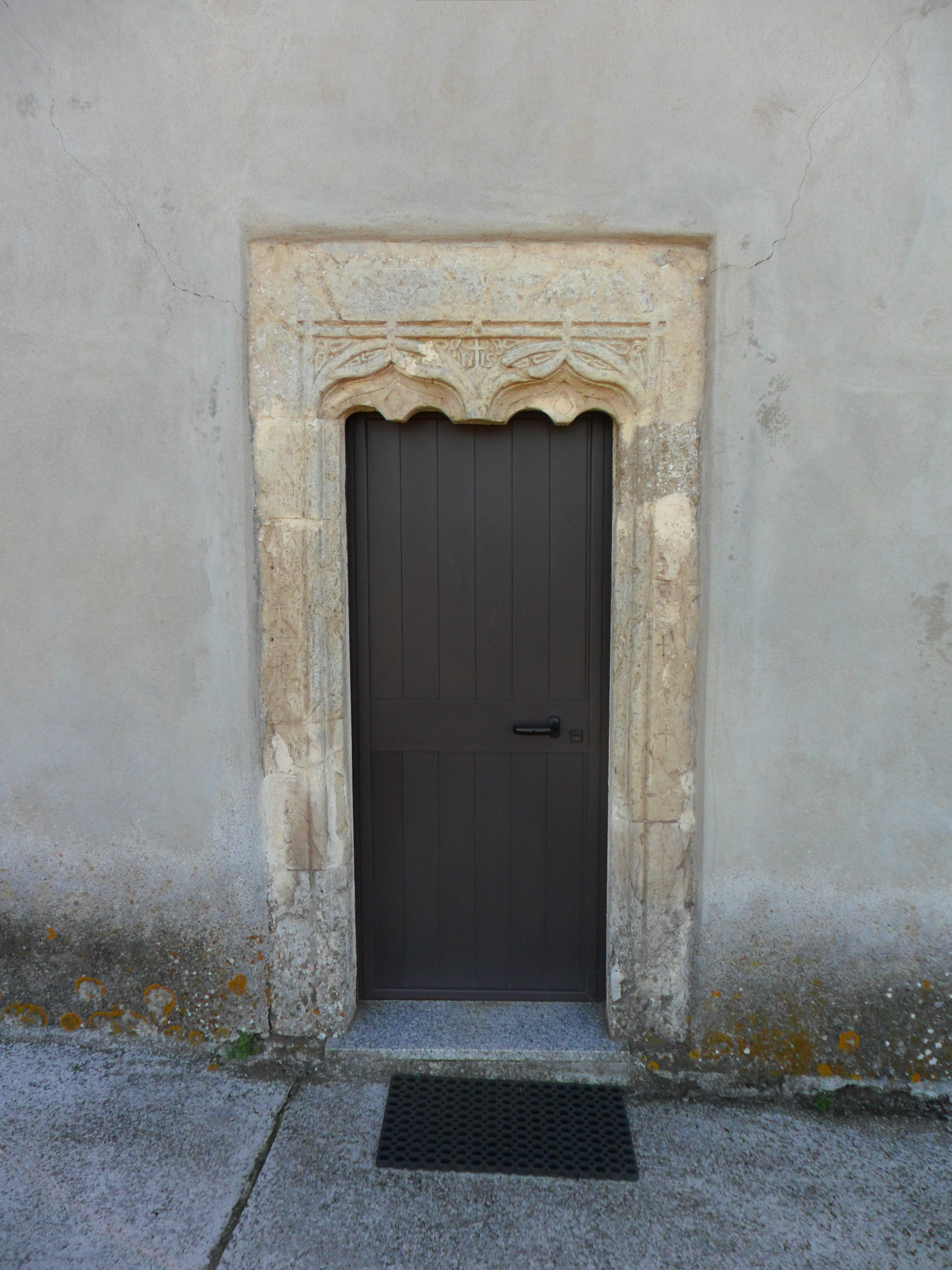
Il portale gotico aragonese sul lato nord della chiesa.
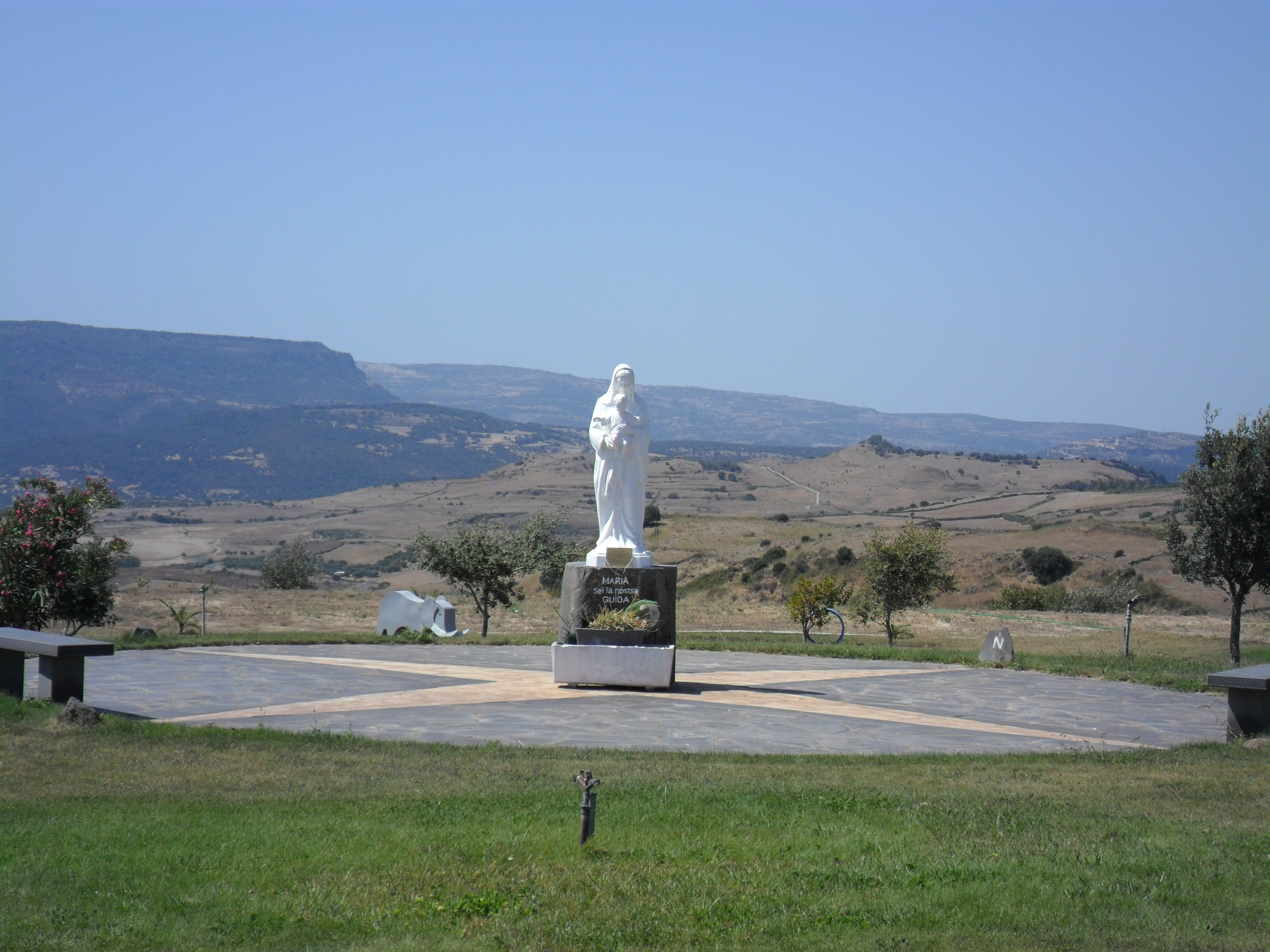
Statua della Vergine antistante la Chiesa.